# فرودگاه لنزداون
فرودگاه لنزداون  (به انگلیسی: Lansdowne Airport) یک فرودگاه همگانی است که یک باند فرود آسفالت دارد و طول باند آن ۹۳۷ متر است. این فرودگاه در کشور ایالات متحده آمریکا قرار دارد و در ارتفاع ۳۱۸ متری از سطح دریا واقع شده است.